# Přibyslav (hrad)
Přibyslav je zaniklý hrad ve stejnojmenném městě.

## Historie
Byl vystavěn v první polovině 13. století, tedy v době, kdy se zde dolovalo stříbro. Vyrostl však na jiném místě než dnešní zámek, na skalnatém ostrohu nad řekou Sázavou, východně od kostela. Iniciátorem stavby byl nejspíše Přibyslav z Polné.

### Obléhání

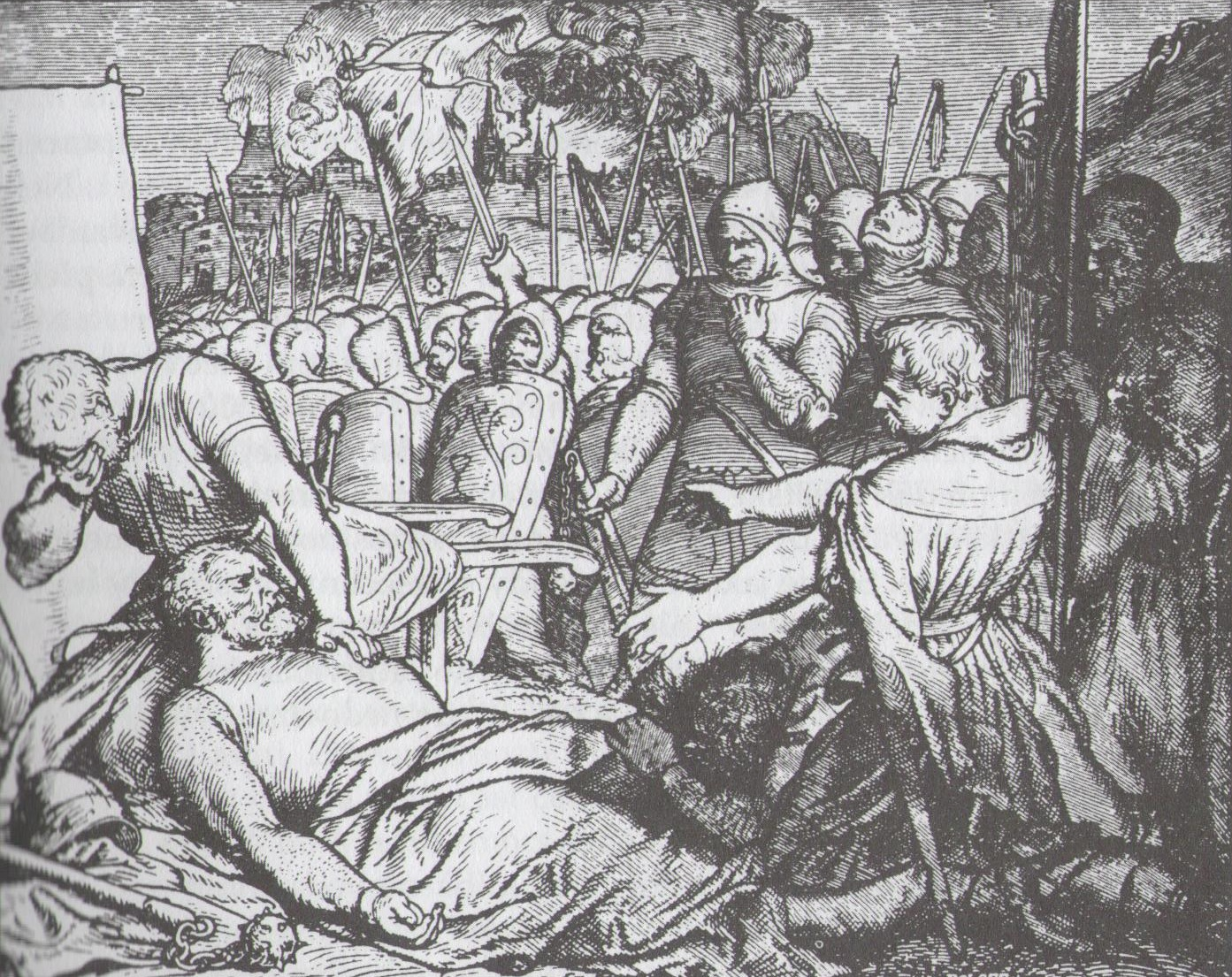
Smrt Jana Žižky podle představy Josefa Mánesa

V období husitských válek byl majitelem hradu Čeněk z Ronova, který se přidal na stranu husitských protivníků a podílel se na vyvraždění táborů v Chotěboři roku 1421. O tři roky později přitáhli husité s Janem Žižkou v čele k Přibyslavi, hrad obléhali, nakonec dobyli a město vypálili. Sám Žižka však při obléhání zemřel. V roce 1431 byl hrad znovu obléhán, tentokrát neúspěšně, rakouským vévodou Albrechtem.

### Zánik
Hrad byl silně poškozen a ač byl ještě na počátku 16. století částečně obyvatelný, postupně pustl. Kámen z jeho zdí byl postupně rozebírán a použit na opravy domů. Naposledy se v pramenech objevuje v roce 1515 a v roce 1547 je již označen jako pustý. V městských knihách se pak místo označuje Na pustém zámku. Na jeho místě vyrostly domy.

## Stavební podoba
Stavební podobu hradu neznáme. Stával v prostoru ulice Vyšehrad a čelní příkop pravděpodobně probíhal Husovou ulicí. Jediný pozůstatek zdiva u parcely 134/II byl v roce 2002 poškozen při stavbě nájezdu, částečně odsekán a nahrazen moderním zdivem.